# Johann Dietrich Zylius
Johann Dietrich Otto Zylius, auch: Johann Diederich Otto Zylius (* 8. Dezember 1764 in Sietow; † 18. Juni 1820 in Goldberg) war ein deutscher evangelischer Theologe, Hauslehrer und physikalischer Privatgelehrter, der während seines gesamten Lebens im Landesteil Mecklenburg-Schwerin tätig war.

## Leben

### Herkunft und Ausbildung
Johann Dietrich Zylius stammte aus einer alten mecklenburgischen Pastorenfamilie und kam am 8. Dezember 1764 als Sohn des Theologen und Pastors Peter David Ziel (auch David Petrus Zylius, 1714–1779) im Dorf Sietow, westlich der Müritz, zur Welt. Auch er selbst studierte Theologie, wobei seine Studienorte unbekannt sind. Er ist an keiner mecklenburgischen Universität nachweisbar, weder an der kurzlebigen Friedrichs-Universität in Bützow, wie Grete Grewolls annimmt, noch an der Universität Rostock.

### Berufliche Karriere
Seine Arbeit als Hauslehrer führte ihn 1794 zunächst – er war zu diesem Zeitpunkt „Studienkandidat“ – zum Rostocker Arzt Samuel Gustav Oertling (1738–1803); anschließend war er ab 1795 beim Kreisphysikus, Hof- und Leibarzt und ehemaligen Medizinprofessor Peter Benedict Christian Graumann in Bützow tätig. Im Jahr 1798 wechselte er nach Remplin in die Dienste des Erblandmarschalls Friedrich (von) Hahn. Dessen Söhne hatten das Elternhaus bereits verlassen, sodass Zylius sich darauf konzentrieren konnte, Hahn als wissenschaftlicher Gehilfe bei Forschungen zu unterstützen. Schließlich zog er 1802 nach Goldberg, wo er 1820 im Alter von 55 Jahren verstarb.

### Anfängliches wissenschaftliches Wirken
„Wer sich nicht über diesen erworbenen Ruhm unsers Zylius freuen kann, und wohl gar ihn darob beneidet, der verdient die Verachtung und das Bedauern jedes humanen Gelehrten. Mögte nur sein ruhmwürdiger Fleiß ihm bald eine seinen Wünschen gemäße Belohnung verschaffen, und es auch nicht von ihm, wie von so manchem andern, heissen müssen: laudatur & alget [de.: belobt und beklagt].“

Zylius besaß laut der Einschätzung seiner Zeitgenossen „große Kenntnisse in der Physik“, publizierte zwischen 1792 und 1804 mehrere Schriften und war korrespondierendes Mitglied der 1800 in Rostock gegründeten Mecklenburgischen Naturforschenden Gesellschaft.
Sein besonderes Interesse galt der Meteorologie und hierbei speziell der damals hochaktuellen Fragestellung, wie und warum sich Wolken in der Erdatmosphäre bilden und wie der Regen entsteht. Die Kontroverse ergab sich, nachdem der Schweizer Naturforscher Jean-André Deluc entdeckt hatte, dass die Luft in höheren Atmosphärenschichten einen geringeren Wasseranteil aufweist, als zur Hervorbringung von Niederschlägen notwendig wäre. Zur Erklärung dieser frappierenden Trockenheit wurden zwei konkurrierende Erklärungsansätze entwickelt: die sogenannte Auflösungstheorie von James Hutton und die auf der hypothetischen Substanz Phlogiston basierende Transformationstheorie. Letztere favorisierten beispielsweise Deluc selbst sowie dessen Freund, der berühmte Göttinger Professor für Experimentalphysik Georg Christoph Lichtenberg. Zylius stand der Phlogiston-Theorie eher ablehnend gegenüber. Zunächst führte er über das Thema zwischen 1792 und 1794 einen „gelehrten Streit“ mit Friedrich Albrecht Carl Gren, dem Herausgeber des Journals der Physik, den Zylius – nach Grens eigenem Bekunden – argumentativ gewann.
Als Reaktion auf diese Meinungsverschiedenheit veranstaltete die Königliche Akademie der Wissenschaften zu Berlin ein Preisausschreiben über die beiden Fragen, ob Delucs Beobachtungen und die Grundlagen seiner Theorie ausreichten, um die Auflösungstheorie vollständig abzulehnen, und falls ja, wie aus den physikalischen Naturgesetzen die Umwandlung von Dämpfen in Luft und die Zersetzung dieser Luft hin zur Entstehung von Wolken und Regen abgeleitet werden könnten. Für die umfassende Beschäftigung mit diesem Thema in einer Monographie – in der er gegen Delucs Ansichten argumentiert hatte – erkannte man Zylius am 25. September 1795 den Preis (eine goldene Medaille im Wert von 50 Dukaten) zu. Da er allerdings der einzige Forscher war, der einen Beitrag eingereicht hatte, sah sich die Akademie gezwungen, explizit darauf hinzuweisen, dass der Text den Anforderungen vollumfänglich genüge und es daher tatsächlich verdient habe, ausgezeichnet zu werden.

### Streit mit Lichtenberg und dessen Erben
Georg Christoph Lichtenberg verfasste eine Erwiderung auf die prämierte Schrift, entschied sich aber laut eigener Aussage zunächst gegen eine Veröffentlichung, da er fürchtete, Zylius darin zu harsch kritisiert zu haben:
„Mit meiner Schrift über den Regen hat es kurz folgende Bewandtniß: Als ich die Schrift, wider das Hygrometer, zu sehen bekam, schieb ich nicht allein sogleich nieder, was mir einfiel, sondern ließ es auch drucken. So waren lange vor Weihnachten 9 bis 10 Bogen abgedruckt. Hierüber wurde ich etwas kühler, und fand am Ende, daß manches, was ich gesagt hatte, von Leuten als beleidigend möchte angesehn werden, an die ich gar nicht gedacht hatte. Dieses machte Umdruckung nöthig, und ehe ich mich hierzu entschließen konnte, erkaltete mein ganzer Eifer so sehr, daß ich die Sache liegen ließ. Es wird aber alles zuverlässig erscheinen.“
Nachdem Lichtenberg 1799 verstorben war, veröffentlichten dessen Bruder Ludwig Christian sowie der Mathematiker und Physiker Friedrich Christian Kries die Abhandlung im Jahr 1800 postum. Lichtenberg nannte Zylius darin einen „unglückseligen Widerleger“, sprach von einer „leidigen Preisschrift ohne allen Menschensinn“ und bezeichnete dessen Ideen als „derben Unsinn“. Zylius fühlte sich brüskiert und persönlich angegriffen. Mit dieser Ansicht war er nicht allein; auch beispielsweise der Philosoph Georg Wilhelm Friedrich Hegel merkte an, dass Lichtenberg der Preisschrift „die Krone genommen“ und sie „lächerlich“ gemacht habe. Zylius behauptete daraufhin in den Annalen der Physik, dass Lichtenberg ihn gar nicht verstanden habe, und nannte den Ton von dessen Replik „polternd, grob und schimpfend“. Zudem habe sie „mehrere dergleichen plumper und unanständiger Invectiven“ enthalten:
„Und solche Sachen lassen die Erben zur Schmach unsers rühmlichst verstorbenen Gelehrten, (der sich in seinem Leben nie durch eine Grobheit an dem Publicum versündigte, dessen Schriften immer ein Muster von Eleganz und attischer Feinheit waren,) und allen gebildeten und anständigen Lesern zum Skandal, – ins Publicum gehen.“
Die beiden Herausgeber der postumen Lichtenberg-Abhandlung antworteten noch 1800 ebenfalls in den Annalen der Physik, woraufhin sich Zylius seinerseits im darauffolgenden Jahr 1801 zu einer Antwort genötigt sah.

### Weitere Forschung
Er blieb der Physik aber auch nach dieser Auseinandersetzung verbunden. So zeichnete ihn die niederländische Teyler’sche Stiftung 1802 für seine monographische Abhandlung über „den gegenwärtigen Zustand unsrer Naturkenntnis von den wässerichten Lufterscheinungen“ mit einer goldenen Preismedaille aus. In dem Werk hatte er die damals neuesten Theorien sowie etablierte Kenntnisse zur Atmosphärenforschung von Jean-André Deluc, Gaspard Monge, Georg Friedrich Parrot, Horace Bénédict de Saussure, Johann Michael Hube, Antoine Libes und le Roi zusammengestellt und verglichen. Die Schrift wurde allerdings erst 1804 publiziert.
Zylius starb 1820 in Goldberg.

## Auszeichnungen
- 1795: Goldene Medaille im Wert von 50 Dukaten der physikalischen Klasse der Königlichen Akademie der Wissenschaften zu Berlin[2][1]
- 1802: Goldene Preismedaille der Teyler’schen Stiftung[1]

## Publikationen
Monographien
- Prüfung der neuen Theorie des Herrn de Lüc vom Regen und seiner daraus abgeleiteten Einwürfe gegen die Auflösungstheorie. Verlag von Friedrich Maurer, Berlin, 1795, 92 Seiten.
- Verhandeling over den tegenwoordigen staat der natuurkennis van de waterachtige verhevelingen des dampkrings. In der Reihe: „Verhandelingen, uitgegeeven door Teyler’s Tweede Genootschap“, Band 13. Verlag von Johannes Jacobus Beets, Haarlem, 1804, 174 Seiten.
- Abhandlung über den gegenwärtigen Zustand unsrer Naturkenntnis von den wässerichten Lufterscheinungen. In der Reihe: „Verhandelingen, uitgegeeven door Teyler’s Tweede Genootschap“, Band 13. Verlag von Johannes Jacobus Beets, Haarlem, 1804, 170 Seiten.

Fachartikel
- Schreiben an den Herausgeber, über einige vom Hrn. Hofrath Lichtenberg gemachte Einwürfe gegen das antiphlogistische System, und gegen die Auflösung des Wassers in der Luft. In: Friedrich Albrecht Carl Gren (Hrsg.): Journal der Physik. Band 6, Heft 2, 1792, Seiten 195–205.
- Schreiben vom Herrn Zylius in Rostock an den Herausgeber, über Herrn de Luc’s Lehre von der Verdunstung und dem Regen. In: Friedrich Albrecht Carl Gren (Hrsg.): Journal der Physik. Band 8, Heft 1, 1794, Seiten 51–64.
- Bemerkungen über G. C. Lichtenberg’s Vertheidigung des Hygrometers und der de Lüc’schen Theorie vom Regen. In: Ludwig Wilhelm Gilbert (Hrsg.): Annalen der Physik. Band 5, drittes Stück, 1800, Seiten 257–271.
- Fortgesetzte Bemerkungen über G. C. Lichtenberg’s Vertheidigung des Hygrometers und der de Lüc’schen Theorie vom Regen. In: Ludwig Wilhelm Gilbert (Hrsg.): Annalen der Physik. Band 8, drittes Stück, 1801, Seiten 342–369.